# Дмитриев, Николай Михайлович
Николай Михайлович Дмитриев (1917—1981) — майор Советской Армии, участник Великой Отечественной войны, Герой Советского Союза (1941).

## Биография
Николай Дмитриев родился 19 декабря 1917 года в селе Кумак (ныне — Новоорский район Оренбургской области) в семье крестьянина. В 1933 году окончил Оренбургский финансовый техникум, после чего работал главным бухгалтером в конторе «Главмясозаготскот» в городе Фрунзе (ныне — Бишкек, Кыргызстан). В 1939 году Дмитриев был призван на службу в Рабоче-крестьянскую Красную Армию. С 1941 года — на фронтах Великой Отечественной войны, был наводчиком орудия 123-го отдельного истребительно-противотанкового дивизиона 1-й мотострелковой дивизии 20-й армии Западного фронта. Отличился во время боёв в Белорусской ССР в 1941 году.
10 июля 1941 года во время отражения танковой атаки на мосту через реку Адров (20 км западнее Орши) в Толочинском районе Витебской области Дмитриев уничтожил 3 вражеских танка. В бою он получил тяжёлое ранение, но поля боя не покинул, продолжая сражаться и уничтожив ещё 1 танк. Действия Дмитриева способствовали успешному удержанию рубежа. После боя врачи извлекли из него 17 осколков, остался жив.
Указом Президиума Верховного Совета СССР «О присвоении звания Героя Советского Союза начальствующему и рядовому составу Красной Армии» от 31 августа 1941 года за «образцовое выполнение боевых заданий командования на фронте борьбы с германским фашизмом и проявленные при этом отвагу и геройство» удостоен высокого звания Героя Советского Союза с вручением ордена Ленина и медали «Золотая Звезда» за номером 551.
После окончания войны Дмитриев продолжил службу в Советской Армии. В 1945 году он окончил Ленинградское артиллерийское училище. В 1959 году в звании майора он был уволен в запас. Проживал в Саранске, работал на заводе «Электровыпрямитель». Умер 19 декабря 1981 года, похоронен в Саранске.

## Награды
Был также награждён орденами Красной Звезды и «Знак Почёта», рядом медалей.